# AN-M72
AN-M72 – amerykańska bomba odłamkowa wagomiaru 22 funtów. Była stosowana podczas II wojny światowej przez lotnictwo US Navy i USAAC. Była to przystosowana do podwieszania pod zewnętrznymi uchwytami belkowymi i na pionowych uchwytach komór bombowych wersja bomby AN-M40.
Bomba AN-M72 składała się z metalowej tulei wypełnionej materiałem wybuchowym, na którą nakręcona była spirala z kwadratowego pręta stalowego (fragmentacja tej spirali była głównym źródłem odłamków). Oba końce tulei były zakończone gwintami na które nakręcano głowicę i cześć ogonową bomby. W głowicy był wykonany gwintowany otwór, w który wkręcany był zapalnik AN-M104 lub AN-M120. Do tylnej części bomby przykręcony był cylindryczny pojemnik mieszczący spadochron spowalniający opadanie bomby. Na wysokości środka ciężkości do korpusu przymocowano uchwyt służący do podwieszania bomby.